# 040 (prefisso)
040 è il prefisso telefonico del distretto di Trieste, appartenente al compartimento omonimo.
Il distretto comprende la provincia di Trieste. Confina con la Slovenia a nord-est e a sud-est e con il distretto di Gorizia (0481) a nord-ovest.

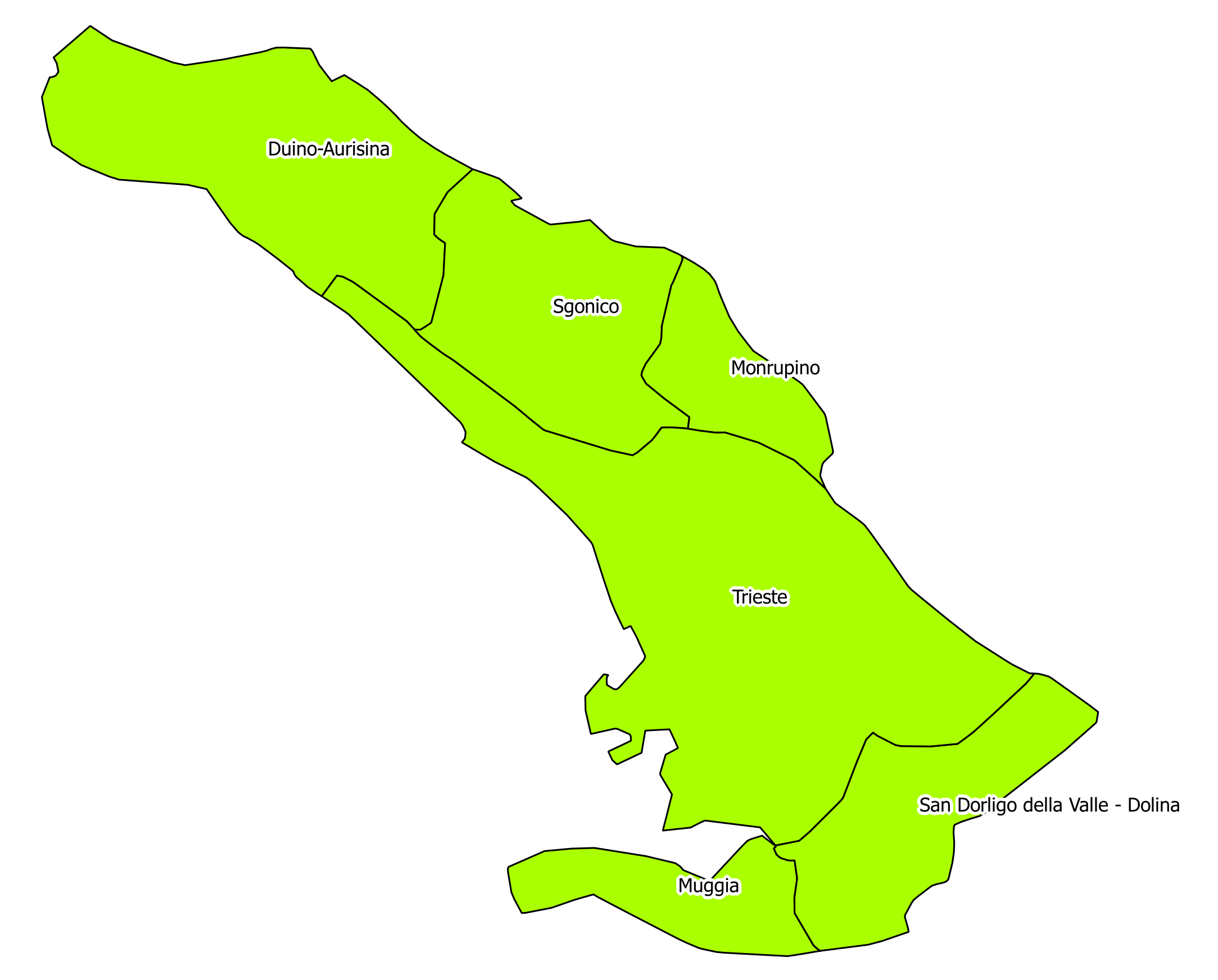
Mappa del distretto telefonico di Trieste, coincide con la provincia

## Aree locali e comuni
Il distretto di Trieste comprende 6 comuni compresi in 1 area locale:
- Duino-Aurisina
- Monrupino
- Muggia
- San Dorligo della Valle
- Sgonico
- Trieste[2].